# Marten Scheffer
Marten Scheffer (Ámsterdam, 1958) es un ecologista y biólogo matemático neerlandés, que se desempeña como profesor en la Universidad y el Centro de Investigación de Wageningen. Obtuvo el Premio Spinoza 2009.

## Biografía
Scheffer nació en Ámsterdam en 1958. Estudió Ecología en la Universidad de Utrecht y se licenció en 1985. Obtuvo un doctorado en la misma universidad en 1992. Posteriormente ocupó puestos de investigación en Alterra y en la agencia gubernamental RIZA. En 1998 se convirtió en profesor de Ecología Acuática y Gestión de la Calidad del Agua en la Universidad y Centro de Investigación de Wageningen, y desde entonces ha dirigido este departamento.
La investigación de Scheffer se centra en los sistemas complejos y su adaptabilidad, encontrando que los diferentes ecosistemas tienen lo que denomina "tipping points", puntos de inflexión y potencialmente de no retorno. Ayuda a predecir el riesgo que sufren los ecosistemas de sufrir estos cambios abruptos. Sus investigaciones se sitúan tanto dentro como fuera del campo de la ecología, con estudios sobre el cambio climático y la evolución.
En 2011 obtuvo el Premio a la Sostenibilidad por parte de la The Ecological Society of America; en 2009, Scheffer fue uno de los tres ganadores del Premio Spinoza y recibió una subvención de 2,5 millones de euros por sus contribuciones a «nuestra comprensión de las transiciones críticas en los sistemas complejos, que van desde los cambios en los lagos poco profundos hasta el cambio climático y el colapso de las culturas antiguas»; y también ganó el Premios Fundación BBVA Fronteras del Conocimiento (2016) junto con Gene E. Likens por la aportación decisiva de ambos a lo que el jurado describió como «[un] trabajo [que] ha contribuido de manera decisiva a uno de los principales desafíos de esta disciplina científica: comprender e incluso predecir la reacción de los ecosistemas a las alteraciones provocadas por la actividad humana».
Scheffer es miembro de la Real Academia de Artes y Ciencias de los Países Bajos desde 2012 y  cofundador del Instituto Sudamericano para Estudios sobre Resiliencia y Sostenibilidad y del europeo Institute Para Limes (IPL) vinculado a la Universidad Tecnológica de Nanyang en Singapur. Es miembro de Resilience Alliance y fue elegido como asociado extranjero de la Academia Nacional de Ciencias de los Estados Unidos en abril de 2019.